# Кубок Англії з футболу 1875—1876
Кубок Англії з футболу 1875—1876 — 5-й розіграш найстарішого футбольного турніру у світі, Кубка виклику Футбольної Асоціації, також відомого як Кубок Англії. Втретє титул здобув Вондерерз.

## Перший раунд
| Дата                      | Господарі           | Рахунок | Гості                            |
| ------------------------- | ------------------- | ------- | -------------------------------- |
|                           | Кембридж Юніверсіті | +:-     | Цивіл Сервіс                     |
|                           | Клепем Роверз       | +:-     | Гітчін Таун                      |
|                           | Лейтон              | +:-     | Гарроу Чекерс                    |
|                           | Шеффілд             | +:-     | Стропшир Вондерерз               |
|                           | Саут Норвуд         | +:-     | Клайдсдейл                       |
| 23 жовтня                 | Мейденгед           | 2:0     | Рамблерс                         |
| 23 жовтня                 | Аптон Парк          | 1:0     | Саутгол                          |
| 23 жовтня                 | Вондерерз           | 5:0     | 1-й Суррейський стрілецький полк |
| 30 жовтня                 | Райгейт Пріорі      | 1:0     | Барнс                            |
| 3 листопада               | Свіфтс              | 2:0     | Марлоу                           |
| 6 листопада               | Оксфорд Юніверсіті  | 6:0     | Форест Скул                      |
| 6 листопада               | 105 полк            | 0:0     | Крістал Пелес                    |
| 20 листопада Перегравання | Крістал Пелес       | 3:0     | 105 полк                         |
| 6 листопада               | Гертс Рейнджерс     | 4:0     | Рочестер                         |
| 6 листопада               | Пантерс             | 1:0     | Вудфорд Веллс                    |
| 9 листопада               | Олд Ітоніанс        | 4:1     | Пілігрімс                        |
| 10 листопада              | Роял Енджинірс      | 15:0    | Хай Вікем                        |

## Другий раунд
До другого раунду увійшли переможці першого раунду.
| Дата      | Господарі          | Рахунок | Гості               |
| --------- | ------------------ | ------- | ------------------- |
|           | Шеффілд            | +:-     | Аптон Парк          |
|           | Роял Енджинірс     | +:-     | Пантерс             |
| 11 грудня | Олд Ітоніанс       | 8:0     | Мейденгед           |
| 11 грудня | Райгейт Пріорі     | 0:8     | Кембридж Юніверсіті |
| 11 грудня | Саут Норвуд        | 0:5     | Свіфтс              |
| 11 грудня | Вондерерз          | 3:0     | Крістал Пелес       |
| 18 грудня | Клепем Роверз      | 12:0    | Лейтон              |
| 18 грудня | Оксфорд Юніверсіті | 6:0     | Гертс Рейнджерс     |

## Третій раунд
До третього раунду увійшли переможці другого раунду.
| Дата     | Господарі           | Рахунок | Гості              |
| -------- | ------------------- | ------- | ------------------ |
| 29 січня | Олд Ітоніанс        | 1:0     | Клепем Роверз      |
| 29 січня | Роял Енджинірс      | 1:3     | Свіфтс             |
| 29 січня | Вондерерз           | 2:0     | Шеффілд            |
| 31 січня | Кембридж Юніверсіті | 0:4     | Оксфорд Юніверсіті |

## Півфінали
До півфіналів увійшли переможці третього раунду.
| Дата      | Господарі          | Рахунок | Гості        |
| --------- | ------------------ | ------- | ------------ |
| 19 лютого | Оксфорд Юніверсіті | 0:4     | Олд Ітоніанс |
| 26 лютого | Вондерерз          | 2:1     | Свіфтс       |

## Фінал
| 11 березня 1876 |

| Вондерерз   | 1:1      | Олд Ітоніанс |
| ----------- | -------- | ------------ |
| Едвардс 35' | Протокол | Бонсор 50'   |

| Кеннінгтон Овал, Лондон Глядачів: 3 500 Арбітр: В.С.Бучанан |

Перегравання
| 18 березня 1876 |

| Вондерерз                   | 3:0      | Олд Ітоніанс |
| --------------------------- | -------- | ------------ |
| Вулластон 30' Г'юз 33', 50' | Протокол |              |

| Кеннінгтон Овал, Лондон Глядачів: 3 500 Арбітр: Вільям Росон |